# Sierra Maestra
Sierra Maestra ("hlavní pohoří") je pohoří na jižním pobřeží východní části ostrova Kuba, západně od města Santiago de Cuba, jižně od měst Bayamo a Manzanillo. Je asi 240 km dlouhé a asi 30 km široké a na jižní straně prudce spadá do Karibského moře. Leží v provinciích Granma a Santiago de Cuba. Jeho částí je Národní park Sierra Maestra (Gran Parque Nacional Sierra Maestra), kde je také nejvyšší hora Kuby, Pico Turquino (1974 m n. m.)

## Historie
Sierra Maestra byla útočištěm různých povstalců už od 16. století. Na úpatí Pico Turquino, v nepřístupné a řídce osídlené krajině, byl po celou dobu Kubánské revoluce hlavní štáb Fidela Castra, který se armádě nepodařilo objevit a zničit. Malý bunkr je dnes upraven jako muzeum.

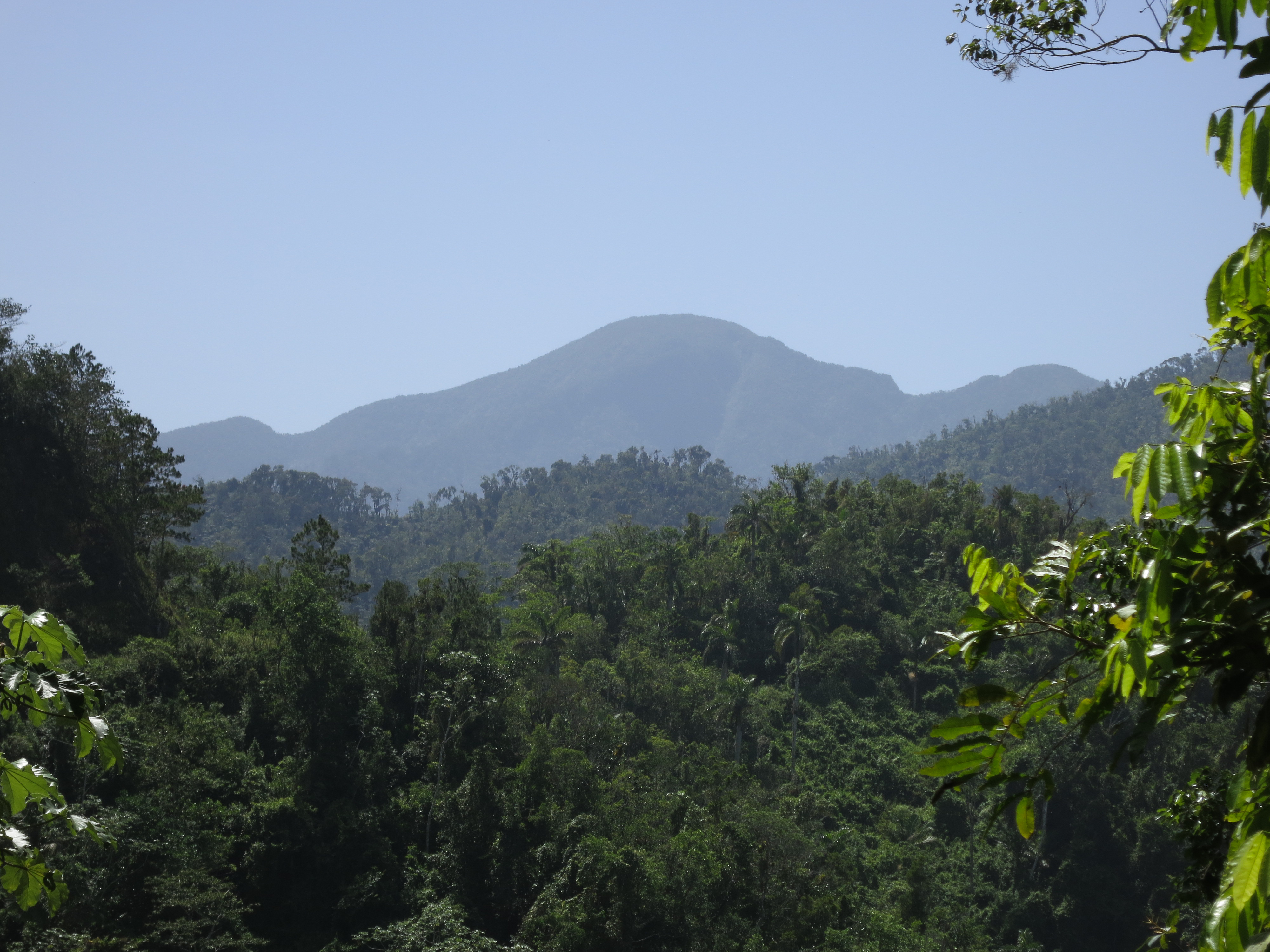
Sierra Maestra
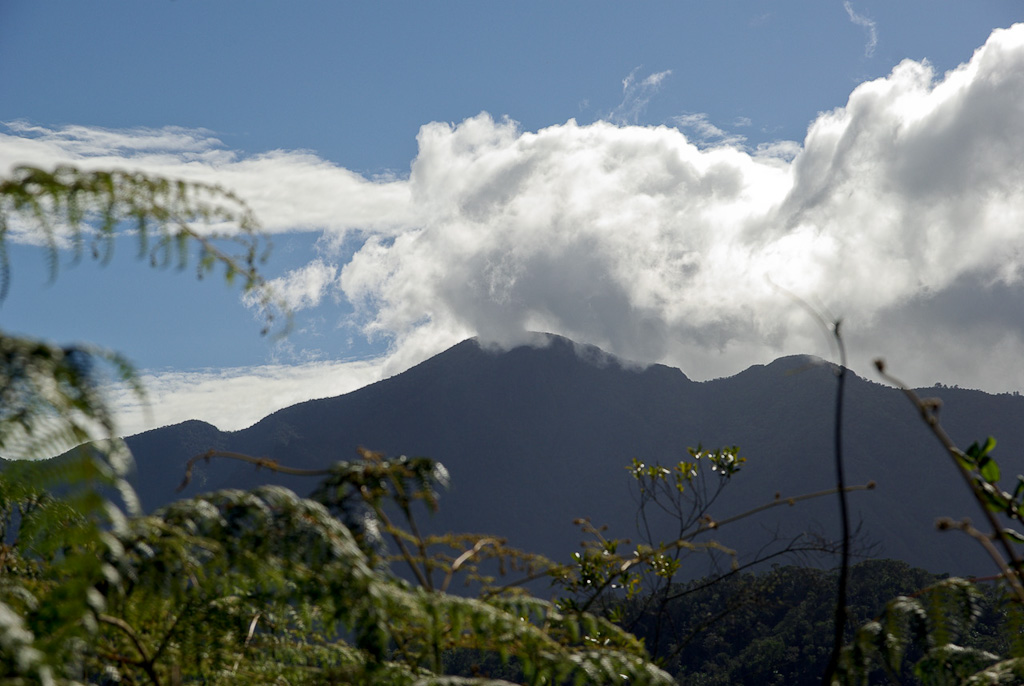
Pico Turquino
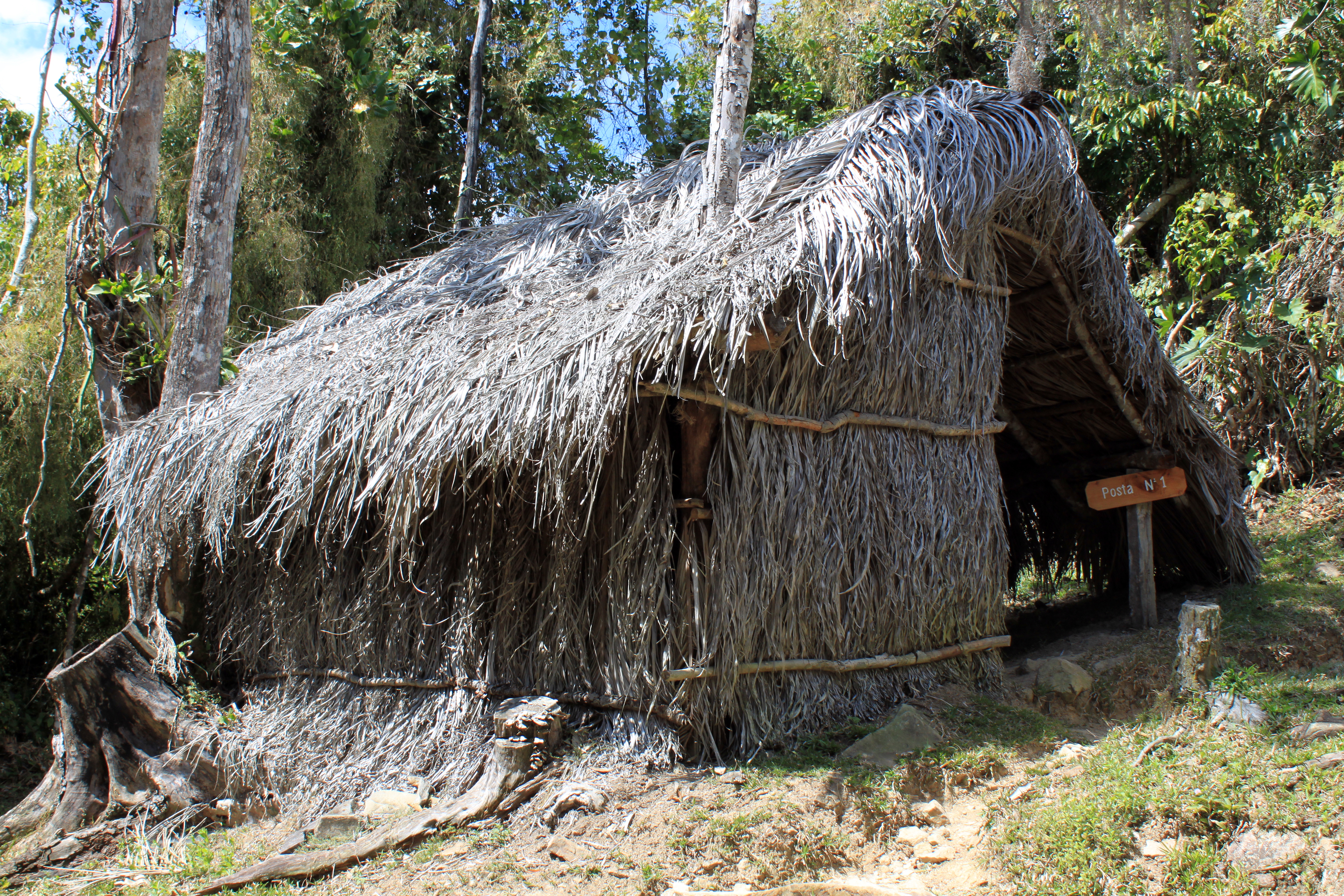
Revoluční velitelství